# رابرت واینبرگ
 رابرت واینبرگ (انگلیسی: Robert Weinberg؛ زادهٔ ۱۱ نوامبر ۱۹۴۲) یک دانشمند در زمینه ژنتیک اهل ایالات متحده آمریکا است.